# Valentin Vodnik

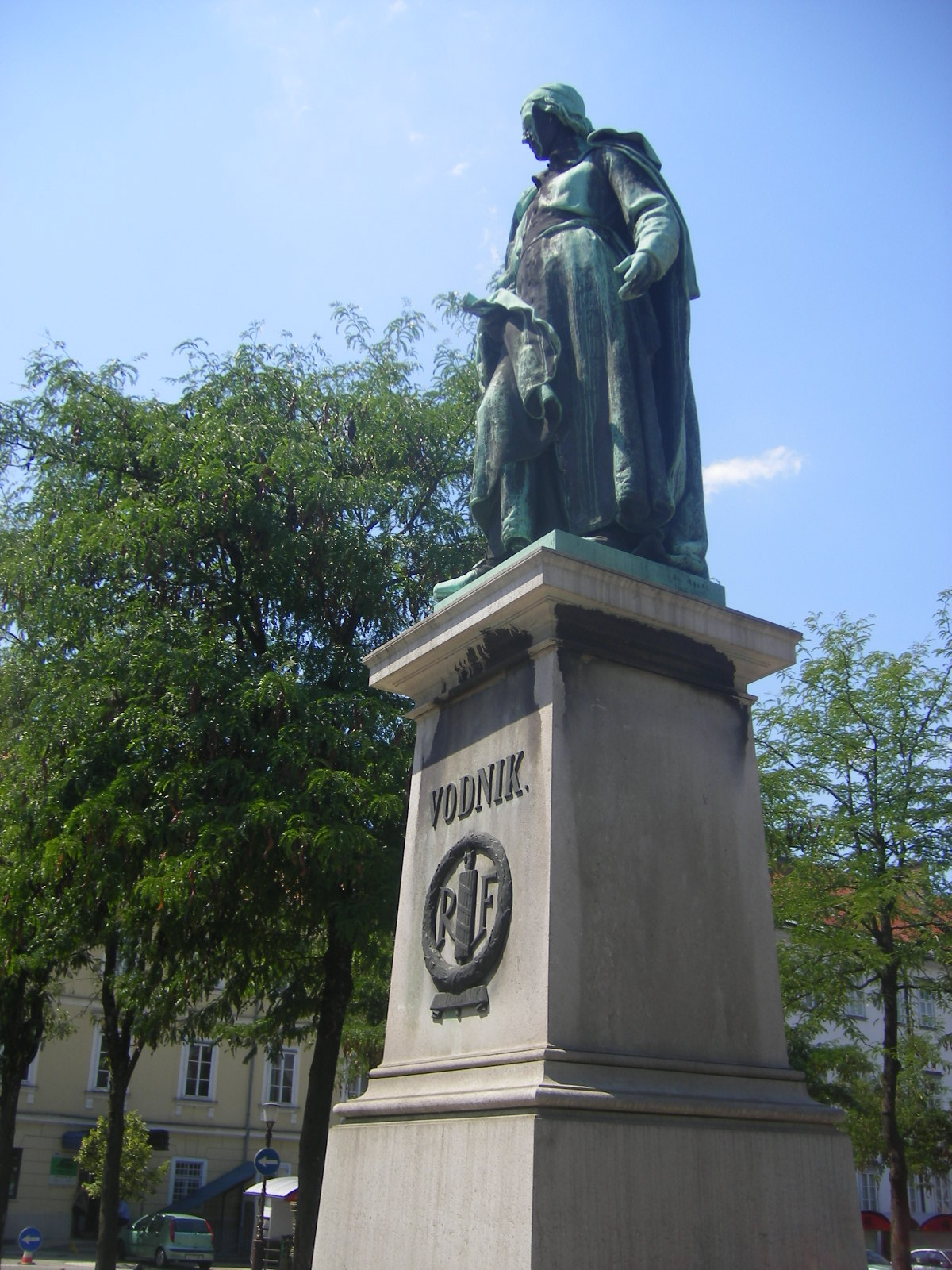
Socha Valentina Vodnika, Vodnikovo náměstí, Lublaň

Valentin Vodnik (3. února 1758 Zgornja Šiška – 8. ledna 1819 Lublaň) byl slovinský básník a publicista, jenž se zasloužil o zavedení slovinského jazyka do všech typů kraňských škol.

## Životopis
Narodil se ve vsi Zgornja Šiška, která dnes tvoří součást Lublaně. V Lublani absolvoval základní i střední školu. Následně se ve františkánských klášterech připravoval na kněžské povolání. Jako kněz působil od roku 1784 v Soře, v letech 1785 až 1788 v Bledu, poté do roku 1792 v Ribnici, kde se setkal s Žigou Zoisem, jenž mu pomohl vrátit se do Lublaně, kde od podzimu 1798 zastával funkci profesora gymnázia.
Amatérsky se věnoval širokému spektru oborů: jazykovědě, archeologii, numismatice a geologii.
Pod vlivem Pohlina se začal zajímat o svůj mateřský jazyk a kolem roku 1775 začal psát básně ve slovinštině. Jeho první básně – Zadovolni Krajnc a Pesma na moje rojake – byly publikovány právě ve sbírce Marka Pohlina Pisanice. V roce 1806 vydal Vodnik první sbírku slovinských básní – Pesme za pokušino, jež byla zanedlouho následována sbírkou Pesmi za brambovce. Vodnikova tvorba byla jednoduchá a nekomplikovaná s vlasteneckým a satirickým nádechem. Vodnik také v letech 1797 až 1800 vydával první noviny ve slovinštině – Lublanske novice.
Po ustavení Ilyrských provincií se Vodnik stal poradcem francouzských úřadů a své sympatie k Francouzům vyjádřil v roce 1809 i v patetické básni Ilirija oživljena (Vzkříšená Ilyrie). Jeho postoj posléze umožnil dostat slovinštinu do kraňských škol, pro jejíž výuku připravil i řadu učebnic. Odmítl však francouzský koncept ilyrského jazyka a prosazoval oddělenou slovinštinu a srbochorvatštinu, jakkoliv je považoval pouze za nářečí společného slovanského jazyka.
V roce 1811 pak vydal první slovinskou gramatiku ve slovinštině – Pismenost ali gramatika se perve shole, předchozí díla byla psána latinsky nebo německy.
Jakmile došlo k obnovení rakouského panství nad bývalými Ilyrskými provinciemi, byl Vodnik předčasně penzionován a odstraněn z veřejného života.
V roce 1816 napsal báseň Ilirija zveličana, v níž poprvé použil termín „Slovinsko“ pro Slovinci obývaná území. Báseň byla zakázána rakouskou cenzurou a tiskem vyšla až roku 1859.
Zemřel v Lublani ve stejném roce jako jeho podporovatel Žiga Zois, do jehož kroužku intelektuálů patřil.
Kromě první gramatiky ve slovinštině (1811) byl autorem díla Abeceda in azbuka (1812) a kuchařky Kuharske bukve (1799). Roku 1818 přeložil příručku pro porodní asistentky Babištvo ali porodničarski vuk českého autora Jana Matouška, působícího jako profesor porodnictví v Lublani.
U příležitosti 250. výročí narození v roce 2008 vydala Banka Slovenije pamětní zlatou minci v hodnotě sto euro a stříbrnou minci v hodnotě třicet euro.